# Pomacanthus zonipectus
Pomacanthus zonipectus är en fiskart som först beskrevs av Gill 1862.  Pomacanthus zonipectus ingår i släktet Pomacanthus och familjen Pomacanthidae. IUCN kategoriserar arten globalt som livskraftig. Inga underarter finns listade i Catalogue of Life.